# Kyra Frosini

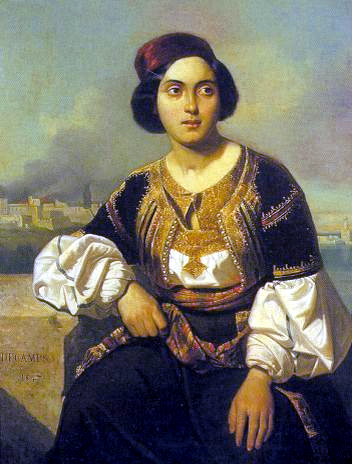
Kyra Frosini

Euphrosyne Vasileiou (griechisch Ευφροσύνη Βασιλείου; * um 1773; † 11. Januar 1801 im Pamvotida-See im Regionalbezirk Ioannina), besser bekannt als Kyra Frosini (griechisch Κυρά Φροσύνη, „Madame Phrosyne“), war eine griechische Prominente, die der osmanische Gouverneur von Ioannina Ali Pascha zusammen mit 17 weiteren Frauen unter dem Vorwurf des Ehebruchs und unmoralischen Lebens verhaften und durch Ertränken im Pamvotida-See hinrichten ließ. In Griechenland gilt sie als Nationalheldin, weil man davon ausgeht, dass sie wegen ihres Widerstands gegen die osmanische Herrschaft aus politischen Gründen ermordet wurde.

## Leben
Die Griechin Euphrosyne wurde etwa 1773 unter nicht bekanntem Familiennamen geboren. Sie war die Nichte des Bischofs von Ioannina. Als junge Frau heiratete sie den wohlhabenden griechischen Kaufmann Dimitrios Vasileiou und trug fortan den Namen Euphrosyne Vasileiou. Mit ihrem Ehemann hatte sie zwei Kinder.
Als Aristokratin verkehrte sie am Hof Ali Paschas, der jure osmanischer Gouverneur (Pascha), de facto aber weitgehend selbstständiger Herrscher war und an seinem Hof in Ioannina Künstler und Intellektuelle aus ganz Europa versammelte. Sie erlangte Prominenz und wurde unter dem Titel „Kyra Frosini“, der sich etwa mit „Madame Phrosyne“ wiedergeben lässt, zu einer zentralen Figur der Hof- und Stadtgesellschaft. So führte sie auch einen Salon und eine Gruppe von Kunst- und Literaturenthusiasten in Ioannina.
In diesem Rahmen lernte sie den ebenfalls in diesen Kreisen verkehrenden Sohn Ali Paschas, Muhtar Pascha, kennen. Begünstigt dadurch, dass ihr Ehemann oft geschäftlich auf Reisen war, führte sie eine außereheliche Liebesbeziehung mit dem bereits traditionell verheirateten Sohn des Gouverneurs. In ihrer freigeistigen Einstellung orientierte sie sich am Pariser Leben, in dem es für Aristokratinnen zu dieser Zeit durchaus nicht unüblich war, außereheliche Liebesbeziehungen zu führen. Allerdings erregte das libertäre Leben zunehmend Missfallen bei den traditionell muslimisch verheirateten Ehefrauen, insbesondere natürlich bei der Gattin von Muhtar Pascha, so dass sie sich bei Ali Pascha über die von Euphrosyne geführte Gesellschaft beschwerten.
Lokalen Gerüchten zufolge soll auch Ali Pascha selbst an der als außerordentlich intelligent und schön beschriebenen Frau interessiert gewesen, von ihr aber zurückgewiesen worden sein. Diese Kränkung könnte, zusammen mit der Tatsache, dass seine Schwiegertochter einer einflussreichen Familie entstammte, deren Wohlwollen er nicht verlieren wollte, Anlass für den dann begangenen Femizid sein. Ebenso kann eine Rolle gespielt haben, dass Ali Pascha seitens der osmanischen Administration als Förderer westlichen Lebensstils und damit als Verräter traditioneller muslimischer Werte unter Druck stand. Denn Ehebruch durch eine Frau galt im islamischen Recht als schweres Verbrechen, weshalb er sich durch ein statuiertes Exempel als Hüter von Recht und Ordnung zu inszenieren versuchte.
In Griechenland ist die am weitesten verbreitete Deutung, dass die Frauen, zumindest Frosini, aus politischen Gründen hingerichtet worden sind, nachdem ihre Teilnahme am Widerstand gegen das Osmanische Reich entdeckt wurde. Entsprechend wird Frosini als Nationalheldin verehrt.
Jedenfalls ließ Ali Pascha am Abend des 10. Januar 1801 Frosini und weitere 17 angeblich unmoralisch lebende Frauen verhaften und inhaftieren. Sie wurden in der Nacht des 11. Januar in Booten auf den Pamvotida-See gebracht, in Säcke eingenäht und dann ertränkt. Auf Initiative des Bischofs, dessen Intervention zwecks Vermeidung der Hinrichtung von Frosini zuvor erfolglos geblieben war, wurden alle 17 ermordeten Frauen auf dem Friedhof des Klosters der Heiligen Anargyroi begraben.